# Klimatski faktori
Klimatski faktori su modifikatori klime – pojačavaju ili slabe veličinu ili intenzitet klimatskih elemenata. Time određuju i utječu na klimu u određenom području.
1. Zemljina rotacija
2. Zemljina revolucija
3. zemljopisna širina
4. nadmorska visina
5. raspodjela kopna i mora
6. udaljenost od mora
7. morske struje
8. reljef
9. jezera
10. atmosfera
11. tlo i vegetacija
12. čovjek